# Evermore (álbum de Planetshakers)
El álbum Evermore (Eternamente, traducido al español) es un CD y un DVD grabados en vivo en la Conferencia Planetshakers en el año 2005. 

## Temas
- Follow (5:02).
- Always and Forever (4:48).
- Jump Around (4:01).
- Great and Mighty (6:10).
- I'm Yours (6:35).
- Holy Spirit (6:48).
- Not Ashamed (5:01).
- No Tomorrow (4:31).
- Angels Cry Holy (5:15).
- You Alone (5:49).
- You're All I Need (6:22).
- Evermore (9:17).
- Don't Pass Me By (7:21).